# Truth Social
Truth Social (ook geschreven TRUTH Social) is een socialemediaplatform, gecreëerd door Trump Media & Technology Group (TMTG), een Amerikaans media- en technologiebedrijf dat in februari 2021 is opgericht door Donald Trump, die van 2017 tot januari 2021 en vervolgens weer vanaf januari 2025 president van de Verenigde Staten was. Truth Social is sinds maart 2024 beursgenoteerd. Het Truth Social-platform is gebaseerd op Mastodon, een gratis en open source gedistribueerd sociaal netwerk. De site is gelanceerd op 21 februari 2022. De dienst was bij de opstart alleen toegankelijk voor gebruikers in de Verenigde Staten en Canada.
Donald Trump kondigde aan een nieuw socialemediaplatform te zullen oprichten, nadat hij in 2021 werd verbannen van Facebook en Twitter, na de Bestorming van het Amerikaanse Capitool in 2021. 
Op 18 maart 2023 plaatste Donald Trump het bericht dat hij binnen een paar dagen gearresteerd zou worden. Daarbij riep hij op tot protest.